# Hunspell
Hunspell és un corrector ortogràfic i un analitzador morfològic dissenyat per a llengües amb una morfologia rica, amb una formació de paraules complexa o que requereixin una codificació diferent de 8 bits. Hunspell fou escrit originalment per a la llengua hongaresa.
Hunspell es basa en el MySpell i és compatible amb els diccionaris del Myspell. Mentre el MySpell usa una codificació d'un únic byte, Hunspell pot usar diccionaris codificats en el joc de caràcters UTF-8 d'Unicode.

## Ús
Hunspell és el corrector ortogràfic emprat a:
| Nom                      | Tipus                                                                                            | Grup            | Mètode                                   | Notes                                                            |
| ------------------------ | ------------------------------------------------------------------------------------------------ | --------------- | ---------------------------------------- | ---------------------------------------------------------------- |
| LibreOffice              | paquet ofimàtic                                                                                  | -               | enllaçat estàtic libhunspell             | des de l'OpenOffice.org 2.0.2, març 8, 2006                      |
| Apache OpenOffice        | paquet ofimàtic                                                                                  | Apache          | enllaçat estàtic libhunspell             | des de l'OpenOffice.org 2.0.2, març 8, 2006                      |
| Firefox                  | navegador web                                                                                    | Mozilla         | ?                                        | des de la versió 3                                               |
| Chrome                   | navegador web                                                                                    | Google          | ?                                        | [ 1 ]                                                            |
| Chromium                 | navegador web                                                                                    | Google          | ?                                        | [ 1 ]                                                            |
| Safari                   | navegador web                                                                                    | Apple           | ?                                        | -                                                                |
| Evernote                 | programari gestió de notes                                                                       | -               | ?                                        | -                                                                |
| LyX                      | processador de documents                                                                         | -               | ?                                        | -                                                                |
| Apple Mac OS X           | sistema operatiu                                                                                 | Apple           | -                                        | des de la versió 10.6 Snow Leopard                               |
| Opera                    | navegador web                                                                                    | -               | ?                                        | des de la versió 10                                              |
| Empathy                  | missatgeria instantània                                                                          | -               | enllaçat dinàmic libenchant              | tema de selecció de diccionaris Enchant                          |
| Thunderbird              | client de correu electrònic, client de lector de notícies                                        | Mozilla         | ?                                        | des de la versió 3                                               |
| SeaMonkey                | navegador web, client de correu electrònic, client de lector de notícies, editor web, client IRC | Mozilla         | ?                                        | des de la versió 2                                               |
| Bluefish                 | editor web, IDE, editor de text                                                                  | -               | ?                                        | -                                                                |
| Photoshop                | edició d'imatge                                                                                  | Adobe           | enllaçat estàtic libhunspell             | -                                                                |
| GIMP                     | edició d'imatge                                                                                  | -               | ?                                        | -                                                                |
| InDesign                 | autoedició                                                                                       | Adobe           | enllaçat estàtic libhunspell             | des de la versió CS5.5                                           |
| Scribus                  | autoedició                                                                                       | -               | enllaçat dinàmic libenchant              | des de la versió 1.4.2                                           |
| Illustrator              | gràfic vectorial                                                                                 | Adobe           | enllaçat estàtic libhunspell             | -                                                                |
| Inkscape                 | gràfic vectorial                                                                                 | -               | enllaçat dinàmic libenchant via GtkSpell | problema amb l'ús d'Enchant mitjançant GtkSpell                  |
| Blender                  | gràfics 3D per ordinador                                                                         | -               | ?                                        | -                                                                |
| gedit                    | editor de text                                                                                   | GNOME           | enllaçat dinàmic libenchant via GtkSpell | -                                                                |
| Yudit                    | editor de text                                                                                   | X Window System | ?                                        | -                                                                |
| Emacs                    | editor de text                                                                                   | -               | ?                                        | -                                                                |
| Eclipse                  | IDE                                                                                              | -               | enllaçat dinàmic Apache Lucene Analysis  | -                                                                |
| XML Copy Editor          | editor XML                                                                                       | -               | enllaçat dinàmic libenchant              | des de la versió 1.2.0.6, problema detectar correctament Enchant |
| Enchant                  | corrector ortogràfic de línia d'ordres                                                           | -               | enllaçat dinàmic libenchant              | -                                                                |
| Hunspell                 | corrector ortogràfic de línia d'ordres                                                           | -               | enllaçat dinàmic libhunspell             | -                                                                |
| Hunspell                 | UDP web service corrector ortogràfic                                                             | -               | enllaçat dinàmic libhunspell             | problema pendent d'alliberament                                  |
| pyhunspell               | Python wrapper library                                                                           | -               | enllaçat dinàmic libhunspell             | [ 8 ]                                                            |
| HunspellJNA              | Java wrapper library                                                                             | -               | enllaçat dinàmic libhunspell via JNA     | [ 9 ]                                                            |
| LuaSpell                 | Lua wrapper library                                                                              | -               | enllaçat dinàmic libhunspell             | -                                                                |
| Lucene Analysis Hunspell | Java dynamic library                                                                             | Apache          | implementació nativa                     | -                                                                |
| libhunspell              | C++ dynamic library                                                                              | -               | implementació nativa                     | -                                                                |
| Nom                      | Tipus                                                                                            | Grup            | Mètode                                   | Notes                                                            |

Hunspell també l'utilitzen els següents que s'han d'incloure a la llista anterior:
- Apache Solr 3.5 i versions posteriors
- Novell Groupwise a partir de la versió 2012[10]
- DéjàVuX3, l'última encarnació del programari d'ATRIL, líders en traducció assistida per ordinador des de 1993
- SDL Trados Studio programari líder mundial per a la traducció assistida per ordinador per SDL
- OmegaT,una eina de traducció assistida per ordinador de codi obert
- SoftMaker Office (a més del seu corrector ortogràfic integrat), un paquet ofimàtic multiplataforma
- The Bat! client de correu electrònic de RITLABS S.R.L. des de la versió 4.0
- WinShell, un entorn integrat de desenvolupament (IDE) per a TeX i LaTeX a Windows
- XTuple, una aplicació de planificació de recursos empresarials multiplataforma
- XMetaL, una aplicació de creació personalitzada XML (a més del seu corrector ortogràfic integrat que admet 30 idiomes)
- Perl,[11]
- .NET,[12]
- versió gratuita per a JavaScript.[13]
- Subtitle Edit un programa de creació/editor de subtítols gratuït

## Llicència
Hunspell és programari lliure, distribuït en el termes de la triple llicència GPL, LGPL i MPL.